# Inimigo público

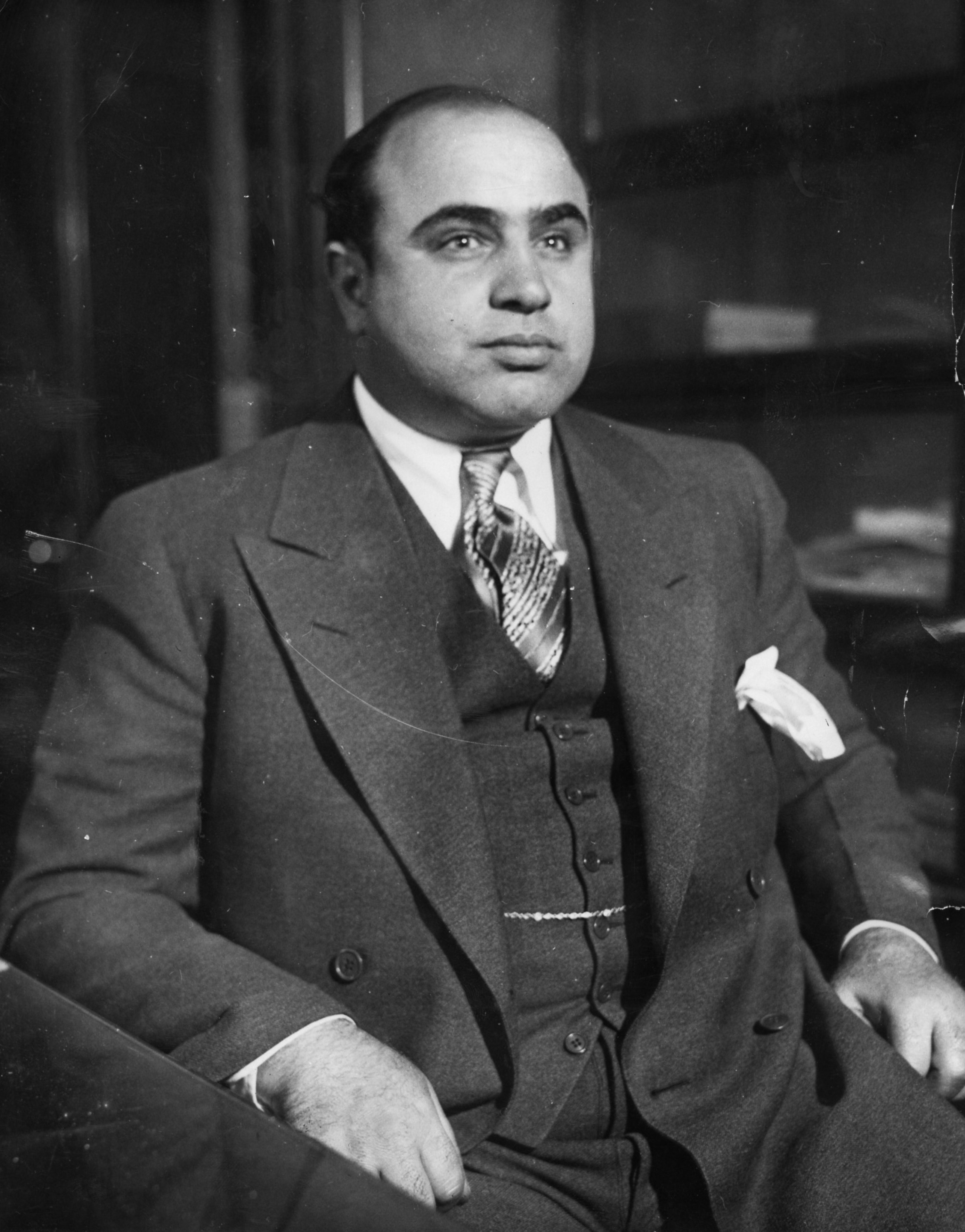
Al Capone em 1930

"Inimigo público" é um termo que foi amplamente usado pela primeira vez nos Estados Unidos na década de 1930 para descrever indivíduos cujas atividades eram vistas como criminosas e extremamente prejudiciais à sociedade, embora a frase tenha sido usada por séculos para descrever piratas, vikings, salteadores, bandidos, mafiosos e foras da lei semelhantes.

## Origem e uso
A expressão remonta à época romana. O Senado declarou o imperador Nero um hostis publicus em 68 d.C. Sua tradução direta é "inimigo público". Enquanto "público" é usado atualmente para descrever algo relacionado à coletividade em geral, com uma implicação para o governo ou o Estado, a palavra latina "publicus" poderia, além desse significado, também se referir diretamente a pessoas, tornando é o equivalente do genitivo de populus ("povo"), populi ("popular" ou "do povo"). Assim, "inimigo público" e "inimigo do povo" são, etimologicamente, quase-sinônimos.
As palavras "ennemi du peuple" foram amplamente utilizadas durante a Revolução Francesa. Em 25 de dezembro de 1793, Robespierre declarou: "O governo revolucionário deve ao bom cidadão toda a proteção da nação; não deve nada aos inimigos do povo além da morte". A Lei de 22 Prairial em 1794 estendeu o mandato do Tribunal Revolucionário para punir "inimigos do povo", com alguns crimes políticos puníveis com a morte, incluindo "divulgar notícias falsas para dividir ou incomodar o povo".
O uso moderno do termo foi popularizado pela primeira vez em abril de 1930 por Frank J. Loesch, então presidente da Comissão de Crime de Chicago, em uma tentativa de denunciar publicamente Al Capone e outros gângsteres do crime organizado.
Em 1933, Loesch relatou a origem e o propósito da lista:
Pedi ao diretor de operações da Comissão de Crimes de Chicago que me trouxesse uma lista dos bandidos notáveis, assassinos conhecidos, assassinos que você e eu conhecemos, mas não podemos provar, e havia cerca de cem deles, e dessa lista eu selecionou vinte e oito homens. Coloquei Al Capone na frente e seu irmão em seguida, e corri atrás dos vinte e oito, cada homem sendo realmente um fora-da-lei. Eu os chamei de Inimigos Públicos, e assim os designei em minha carta, enviada ao Chefe de Polícia, ao Xerife [e] a todos os agentes da lei. O objetivo é manter a luz da publicidade brilhando sobre os gângsteres mais proeminentes, bem conhecidos e notórios de Chicago, para que possam estar sob constante observação das autoridades policiais e cidadãos cumpridores da lei.
Todos os listados tinham fama de gângsteres ou bandidos e a maioria eram contrabandistas de rum. Embora todos fossem conhecidos por serem infratores consistentes da lei (mais proeminentemente em relação à amplamente violada Décima Oitava Emenda à Constituição dos Estados Unidos que proíbe o álcool), nenhum dos citados era fugitivo ou era ativamente procurado pela lei. O objetivo da lista era claramente envergonhar os citados e encorajar as autoridades a processá-los.
A frase foi posteriormente apropriada por J. Edgar Hoover e pelo FBI, que a usaram para descrever vários fugitivos notórios que perseguiam ao longo da década de 1930. Ao contrário do uso do termo por Loesch, os "Inimigos Públicos" do FBI eram criminosos procurados e fugitivos que já eram acusados de crimes. Entre os criminosos que o FBI chamou de "inimigos públicos" estavam John Dillinger, Baby Face Nelson, Bonnie e Clyde, Pretty Boy Floyd, Machine Gun Kelly, Ma Barker e Alvin Karpis.
O termo foi usado tão extensivamente durante a década de 1930 que alguns escritores chamam esse período da história inicial do FBI de "Era do Inimigo Público". Dillinger, Floyd, Nelson e Karpis, nessa ordem, seriam considerados "Inimigos Públicos Número 1" de junho de 1934 a maio de 1936. O uso do termo acabou evoluindo para a lista dos dez foragidos mais procurados pelo FBI.
O site do FBI descreve o uso do termo pela agência: "O FBI e o Departamento de Justiça dos Estados Unidos usaram o termo 'Inimigo Público' na década de 1930, uma época em que o termo era sinônimo de 'fugitivo' ou 'notório gangster'". Foi usado em discursos, livros, comunicados de imprensa e memorandos internos e permanece em uso até hoje.

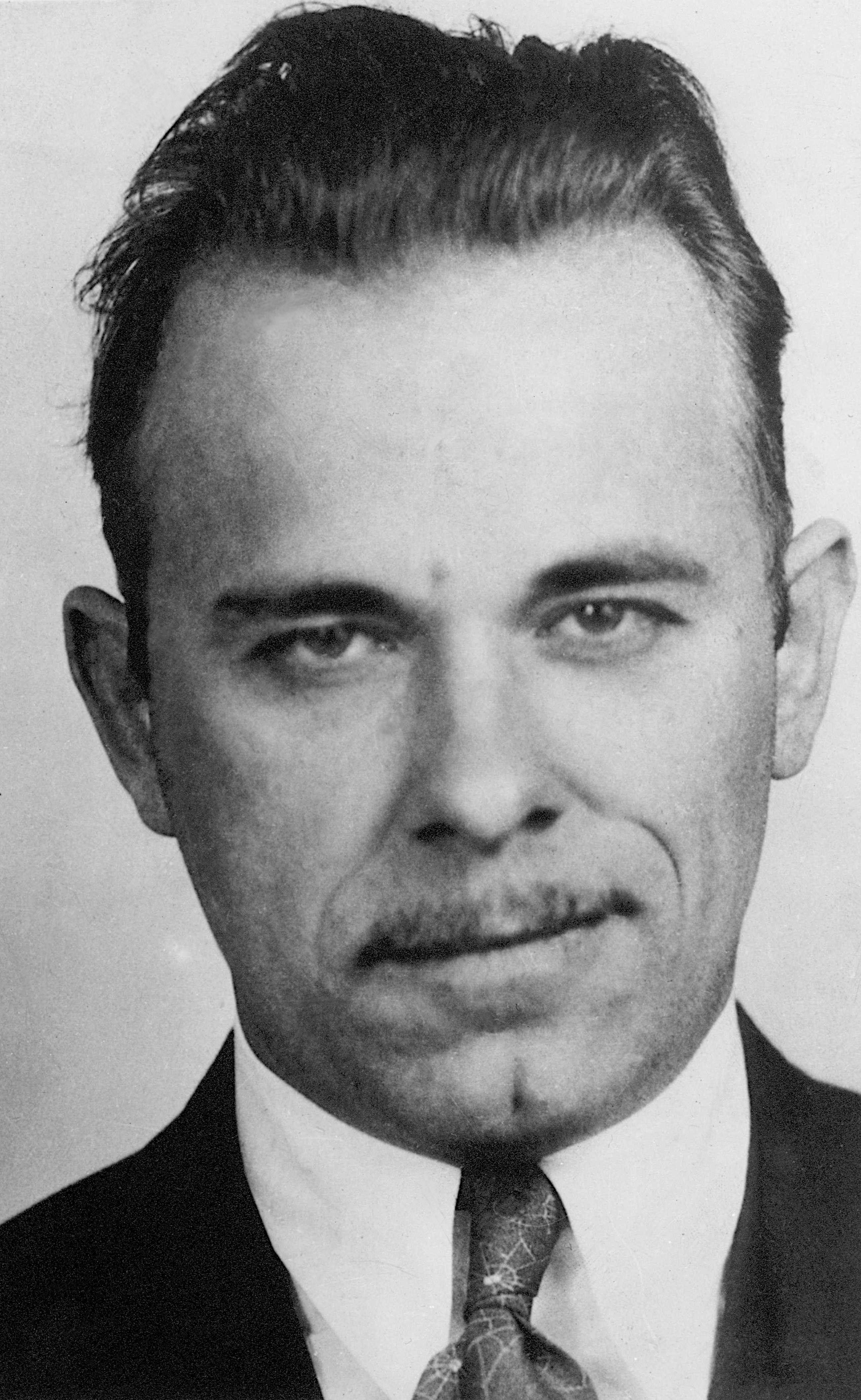
John Dillinger
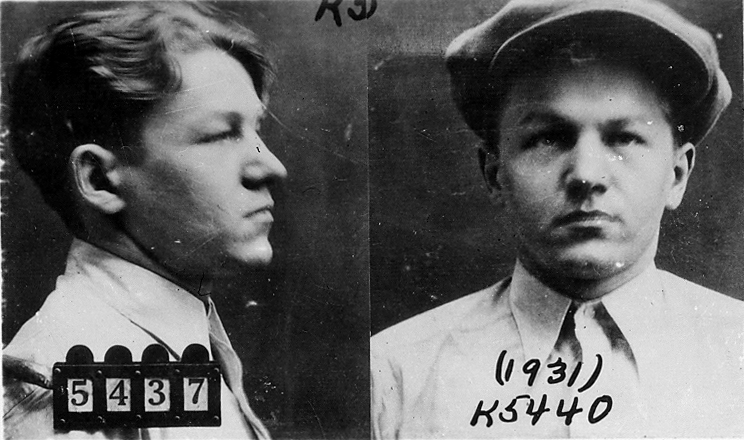
Mugshot de 1931 de Lester Gillis aka "George "Baby Face" Nelson"
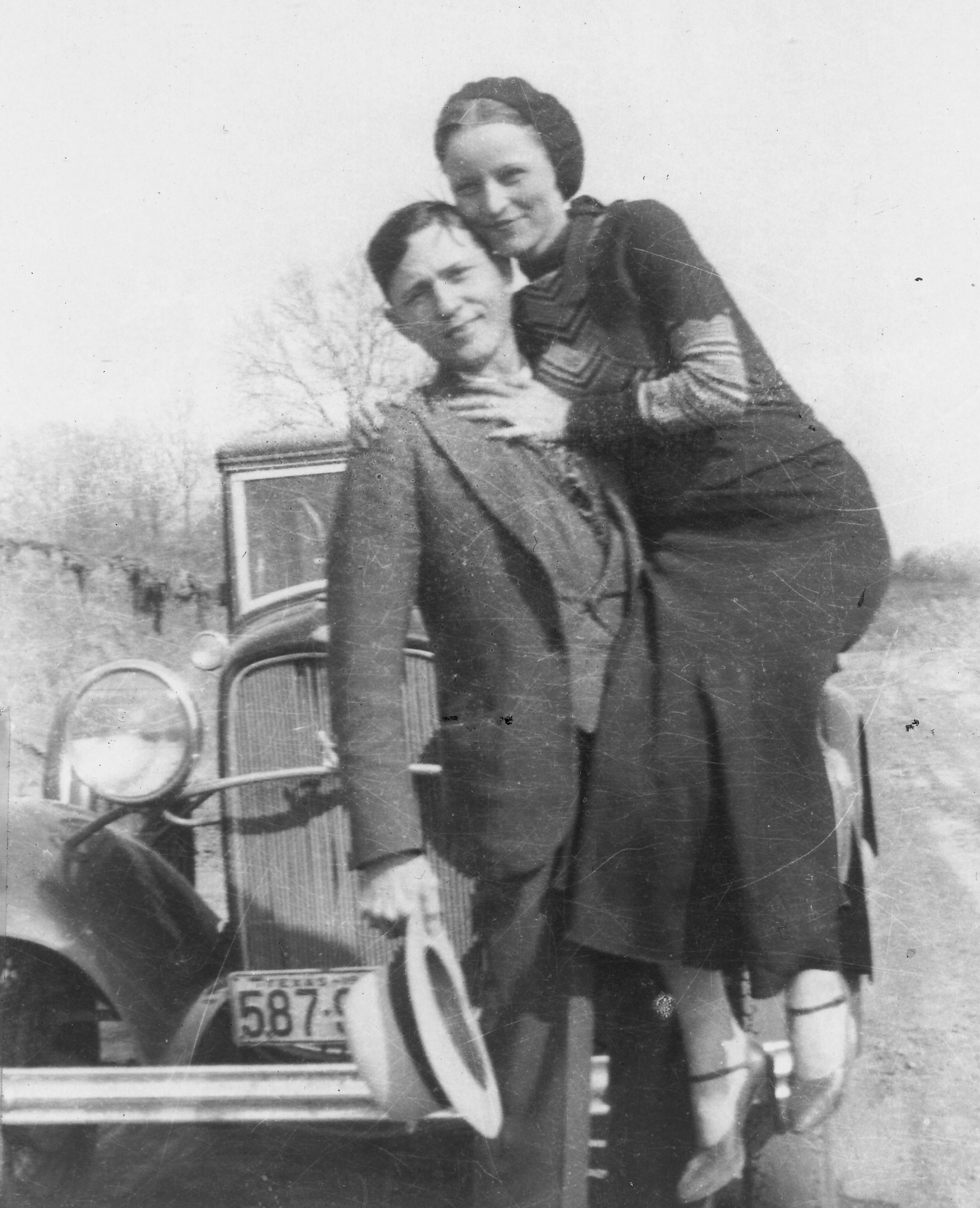
Clyde Barrow e Bonnie Parker
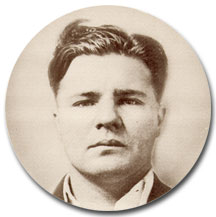
"Pretty Boy" Floyd
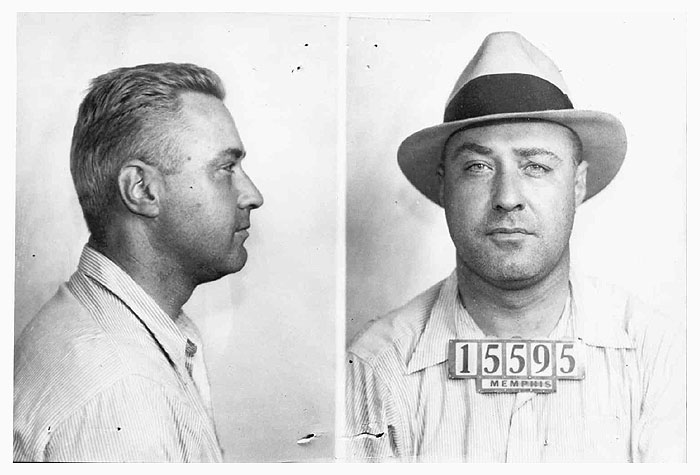
"Machine Gun" Kelly
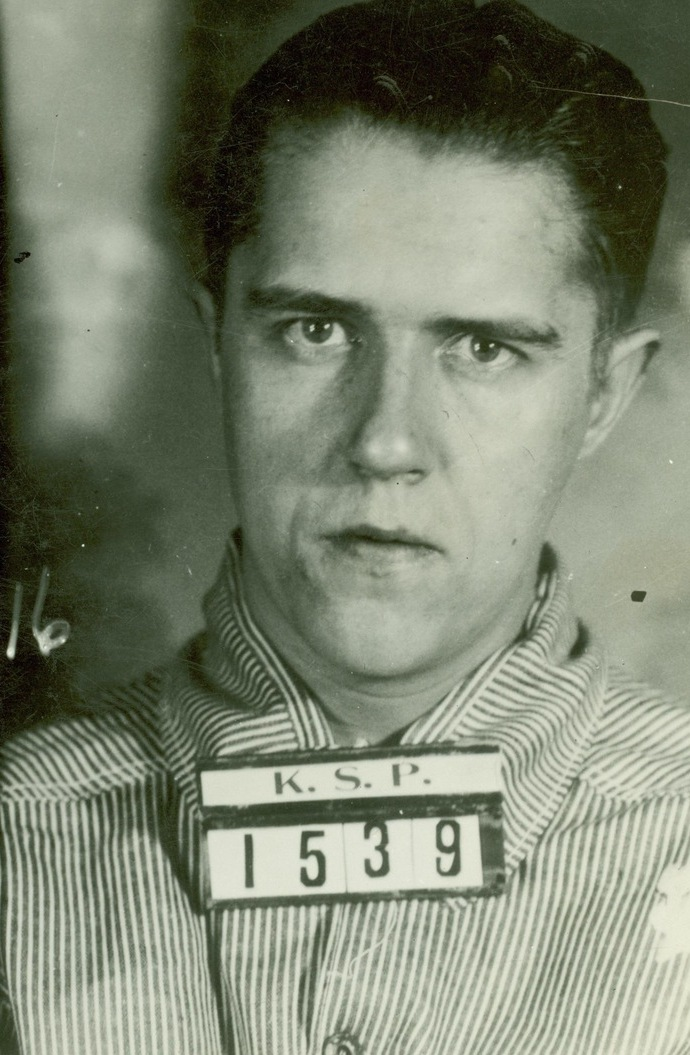
Alvin Karpis